# 9K330 Tor
9K330 Tor (russisch Тор, lat. „Torus“) ist ein taktisches Kurzstrecken-Flugabwehrraketen-System, dessen Entwicklung in der Sowjetunion begann und in Russland fortgesetzt wurde. Der NATO-Codename lautet SA-15 Gauntlet. Gemäß dem GRAU-Index werden die unterschiedlichen Ausführungen 9K330, 9K331, 9K331M und 9K332; die der Lenkwaffen 9M330 und 9M331 sowie 9M334 bezeichnet.
Das System dient zur Verteidigung von Bodenzielen gegen Angriffe von Kampfflugzeugen, Hubschraubern, Marschflugkörpern sowie UAVs, vom Tiefflug bis zu einer Höhe von sechs Kilometern. Es kann insbesondere auch kleine Lenkwaffen oder Präzisionsbomben verfolgen und bekämpfen, die von höher fliegenden Flugzeugen abgefeuert wurden. Das Fahrzeug kann dabei in Bewegung bleiben und ist somit durch derartige Waffen selbst nur schwer zu treffen.
9K330 Tor ist gekennzeichnet durch hohe Autonomie, Genauigkeit und kurze Reaktionszeiten. Dies ist vor allem auf die Integration eines modernen Phased-array-Zielradars in jedem einzelnen Fahrzeug zurückzuführen.
Das System wird bei den Landstreitkräften zum Schutz der Kampfverbände im begleitenden Einsatz eingesetzt. Es arbeitet hier in den verschiedenen Entfernungsbereichen mit den Systemen 2K12 Kub, 9K33 Osa bzw. deren Nachfolgern 9K37 Buk, 9K40 Buk-M2, S-300W sowie S-400 zusammen. Zum Teil wird es auch als Nah- und Nächstbereichsschutz für diese Systeme eingesetzt.

## Funktion

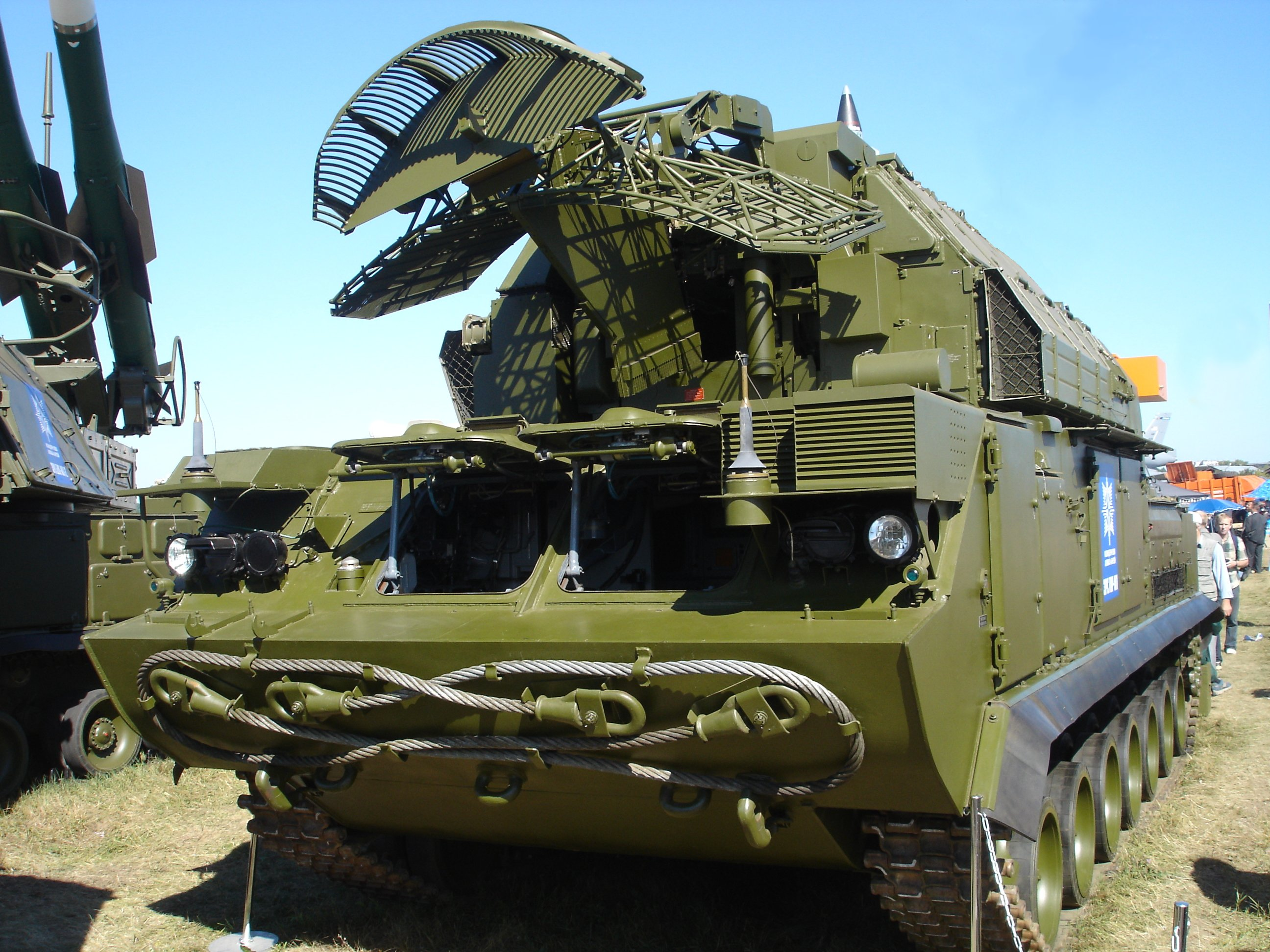
Tor M1 mit eingefalteter Antenne; mittig oben ist die Spitze einer Rakete sichtbar

Das 9K330 Tor-System arbeitet vollautonom, per Datenfunk können aber auch mehrere Fahrzeuge einer Gruppe koordiniert gesteuert werden. Acht Raketen sind in senkrechter Lage in Transport-/Startcontainern untergebracht. Die Zielerfassung hat eine Reichweite von 24 km, das Ziel wird in bis zu 12 km Entfernung bekämpft, bei einer Minimalentfernung von je nach Modell 1000 bis 2000 m und einer Höhe zwischen 10 und 6000 Metern. Gegliedert werden die Fahrzeuge von den russischen Streitkräften entweder in ein Regiment (russ. полк, transk. Polk)„Tor-M2“ oder „Tor-M2U“ („Tor-M1-2“), bestehend aus 4 Batterien zu jeweils 4 Fahrzeugen, oder eine Abteilung (russ. дивизион, transk. Division), bestehend aus 3 Batterien zu jeweils 4 Fahrzeugen.
Das sich drehende Suchradar scannt den Luftraum im Radius von 25 km. Wird ein Ziel identifiziert, wird der Turm in dessen Richtung geschwenkt und das Feuerleitradar aufgeschaltet. Es arbeitet mit der Phased-array-Technik, bei der eine Strahlschwenkung und -fokussierung rein elektronisch und damit verzögerungsfrei und hochpräzise erfolgt; der Turm braucht so nur grob auf das Ziel ausgerichtet zu werden. Die hohe Zeit- und Ortsauflösung des Zielradars schafft die Voraussetzung für die hohe Treffergenauigkeit.
Die Systeme können bis zu 48 Ziele parallel verfolgen und davon zwei gleichzeitig bekämpfen. Objekte bis hinunter zu einem Radarquerschnitt von 0,1 m² (35 cm Durchmesser bei Messung von vorne) werden erkannt. Im Umfeld von starken ECM-Störsignalen kann neben der Zielverfolgung via Radar auch eine visuelle Steuerung benutzt werden, über eine Videokamera mit automatischer Nachführung auf bis zu 20 km Entfernung.
Die Reaktionszeit zwischen Zielerkennung und Start der Rakete wird bei stehendem Fahrzeug mit 5 bis 8 Sekunden angegeben, aus der Bewegung beträgt die Reaktionszeit 10 Sekunden.
Das Computersystem markiert einen deutlichen Fortschritt gegenüber der sowjetischen Technologie der Vorgänger. Es erlaubt einen hohen Grad an Automatisierung: Anfliegende Ziele können automatisch nach Gefährdungspotential klassifiziert und ohne Eingriff eines Bedieners bekämpft werden. Die acht Raketen können durch ein spezielles Ladefahrzeug binnen 10 Minuten nachgeladen werden.

## Technik

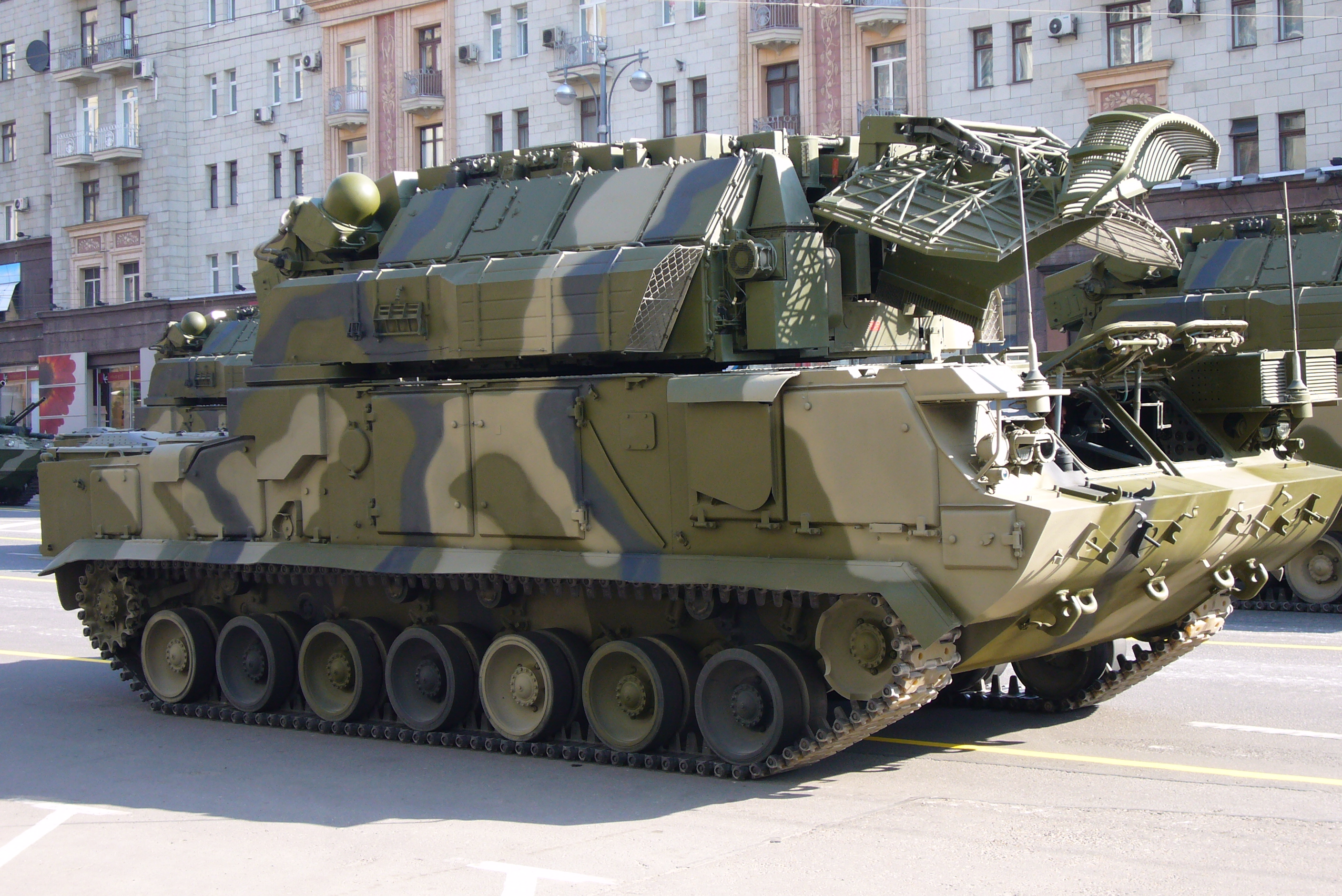
Tor M1 auf der Übung zur Parade in Moskau am 5. Mai 2008

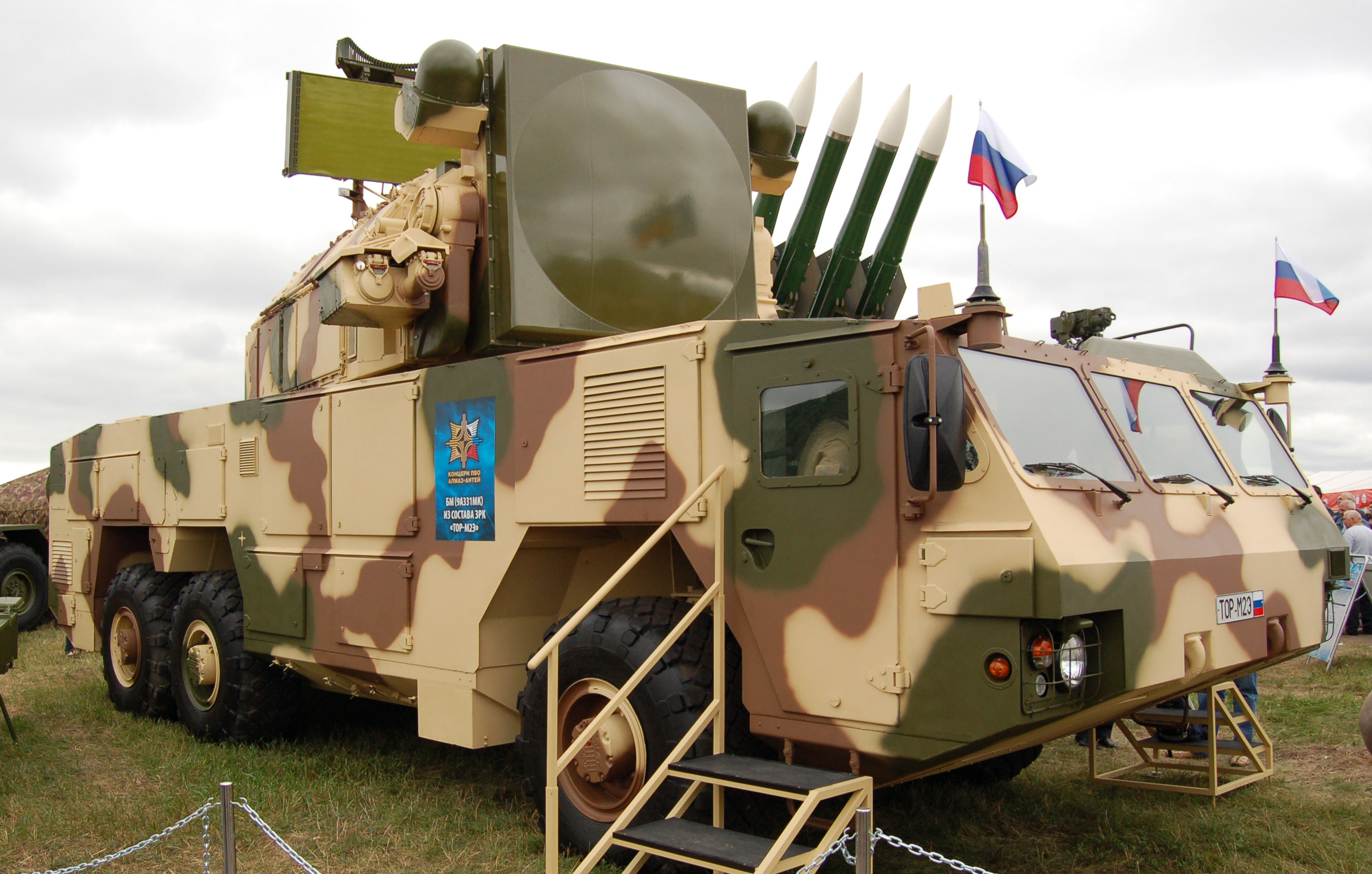
Tor M2K auf Basis MZKT-6922-Chassis

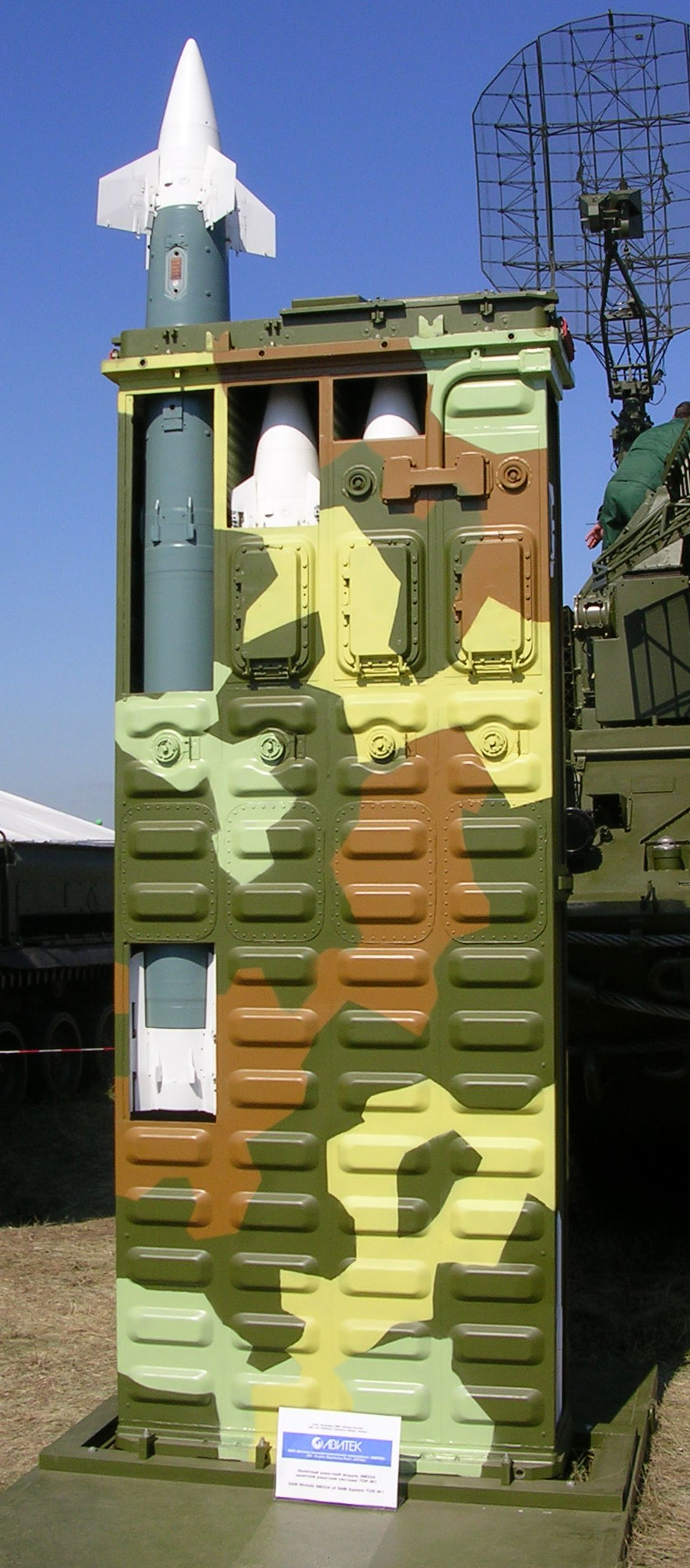
Container mit vier 9M330-Raketen

### Fahrzeug
Jedes 9K331 ist ein Kettenfahrzeug mit TELAR-Funktion (englisch Transporter Erector Launcher And Radar); es transportiert und startet die Raketen eigenständig. Das GM-355-Chassis hat eine Masse von 34 t, ist 7,5 m lang, 3,3 m breit und mit ausgefahrenem Radar 5,1 m hoch. Es hat drei Mann Besatzung und erreicht mit einem V12-Dieselmotor bei max. 65 km/h eine Reichweite von 500 km. Die Kraftübertragung erfolgt hydromechanisch, die hydropneumatische Federung ermöglicht eine variable Bodenfreiheit. SA-15 ist Allwetter- und lufttransportfähig und mit ABC-Schutzvorrichtungen für die Besatzung ausgestattet.
Ein eigener Gasturbinen-Generator mit 75 kW Leistung erlaubt den Betrieb der stromintensiven Radaranlage auch bei ausgeschaltetem Motor und ermöglicht damit lange Bereitschaftszeiten. Neben den Kettenfahrzeugen gibt es auch Versionen auf LKWs, auf Schiffen sowie stationär. Außerdem existiert eine Variante, die auf die zweite Fahrzeugeinheit des amphibischen und extrem geländegängigen DT-30 aufgebaut ist.

### Radar
Auf dem Kettenfahrzeug sind zwei Radar-Systeme montiert:
- Suchradar: Ein 3D-Pulse/Doppler-Radar im E/F-Band mit 25 km Reichweite, das Entfernung, Azimut und Höhenwinkel (Elevation) von bis zu 48 Zielen sammelt und 10 von ihnen parallel verfolgen kann. Daneben ist das System mit Freund-Feind-Erkennung (IFF) ausgerüstet. Diese Antenne kann während der Fahrt eingeklappt werden, um den Querschnitt zu verringern.
- Feuerleitradar: Das Phased-array-System ist an der Front des Turms montiert, arbeitet im G/H-Band und kann zwei Ziele parallel mit einer Reichweite von 20 km verfolgen und mit seinen Raketen bekämpfen.

Beide Radarkomponenten werden von der NATO mit dem Codenamen SCRUM HALF geführt.
Eine dritte kleine Antenne wird eingesetzt, um nach dem Start und vor der Zielradar-Erfassung mit den Raketen zu kommunizieren.

### Rakete
Die 9M330-Rakete ist 3,5 m lang und wiegt 167 kg, der Sprengkopf davon 15 kg. Transportiert werden die Flugkörper in senkrechten Containern im Zentrum des Trägerfahrzeugs. Aus diesen erfolgt auch der Start. Dabei wird der Flugkörper durch eine Gasladung nach oben aus dem Fahrzeug ausgeworfen (Kaltstart). Erst in einigen Metern Höhe wird der Raketenmotor gezündet, der den Flugkörper mittels Schubvektorsteuerung (gas-dynamic steering) auf das Ziel ausrichtet und beschleunigt. Ein Drehen der Startlafette in Bekämpfungsrichtung, wie bei herkömmlichen Systemen, ist dadurch überflüssig. Ein Gefechtsfahrzeug kann bis zu 8 Raketen 9M331 tragen.
Die 9M331-Rakete erreicht bis zu 850 m/s oder Mach 2,8. Sie wird vom Tor aus, das die Flugbahnen von Ziel und Rakete verfolgt, über zusätzliche Impulse im Signal des Feuerleitradars ferngesteuert und kann dabei mit bis zu 30g manövrieren und mit bis zu Mach 2 fliegende Ziele abfangen. Der Sprengkopf wird durch einen Radar-Näherungszünder gezündet. Die Rakete kann auch für den Angriff auf Bodenziele programmiert werden.
Die prozentuale Treffer-Wahrscheinlichkeit gegen verschiedene Ziele wird wie folgt angegeben:
- 92–95 % – Flugzeuge
- 80–96 % – Hubschrauber
- 60–90 % – Marschflugkörper (wirksame Reichweite 5 km)
- 70–90 % – Präzisionsbomben
- 90 % – Drohnen

## Versionen

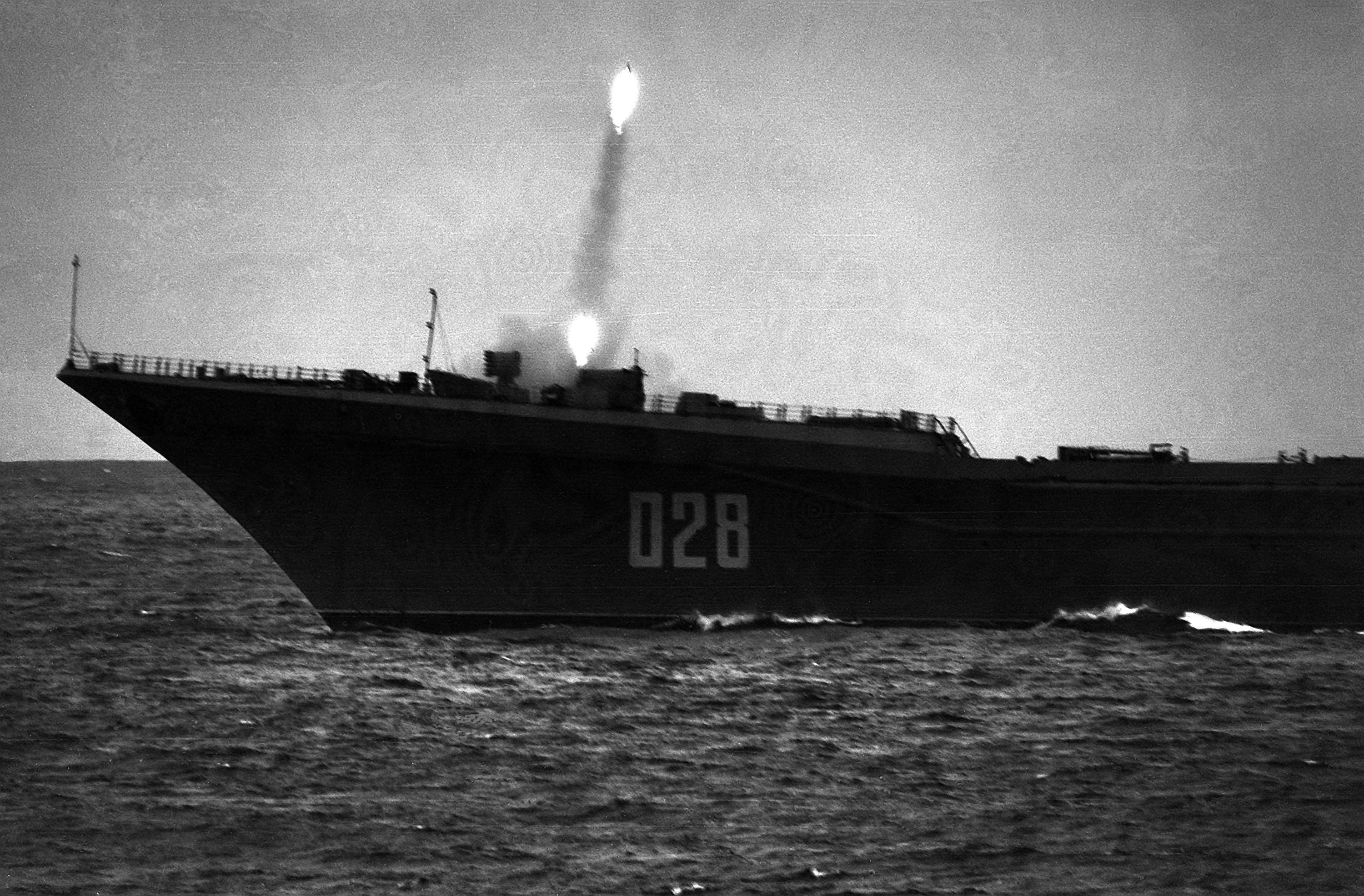
SA-N-9-Raketen beim Start auf dem Lenkwaffenkreuzer Michail Frunse (Kirow-Klasse)

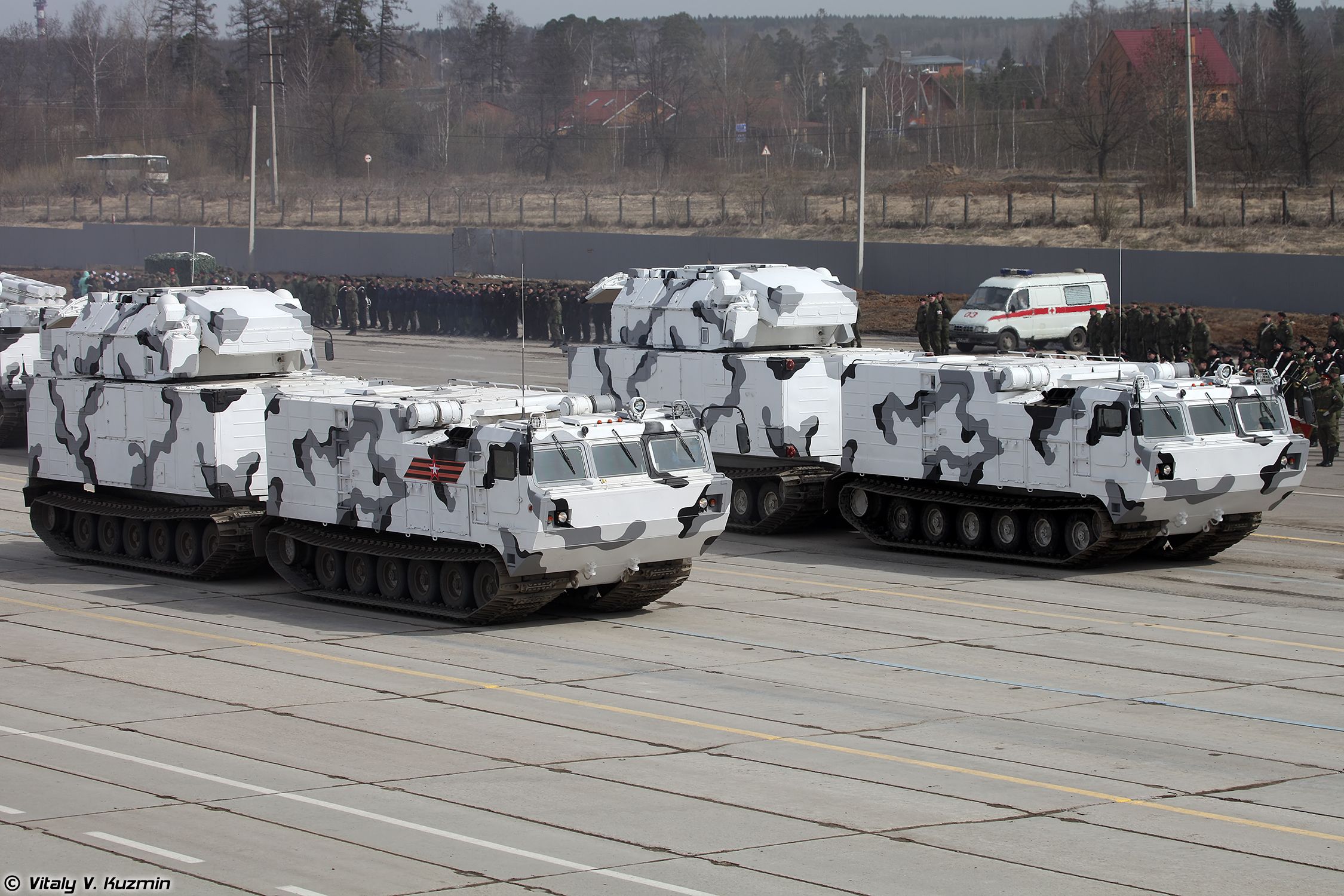
Tor M2DT auf der Übung zur Parade zum Tag des Sieges bei Moskau 2017

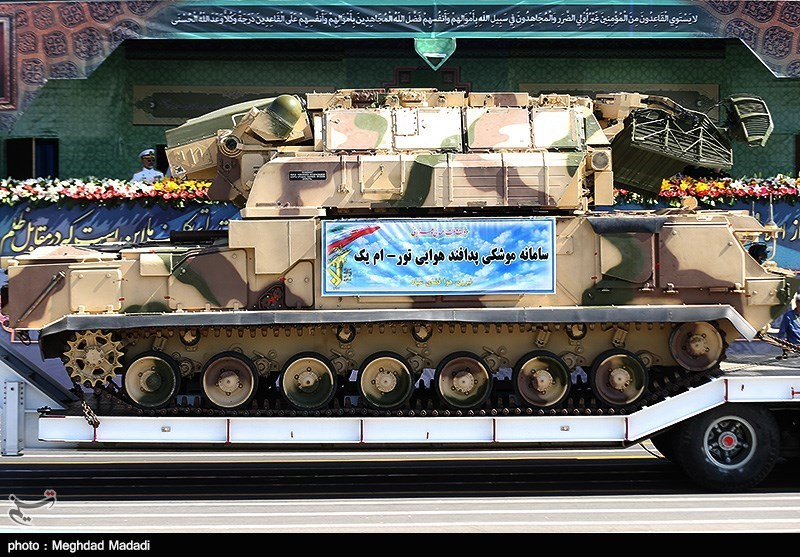
Eine iranische Tor-M1 während einer Parade im Jahr 2015

### Tor, Tor-M, Tor-M1
- 9K330 „Tor“ mit der 9M330-Rakete, Mindestreichweite 2 km, eingeführt 1986.
- 9K331 „Tor-M“ mit der 9M331-Rakete, Mindestreichweite 1,5 km, eingeführt 1991, mit erhöhter Treffgenauigkeit und der Fähigkeit, zwei Ziele parallel zu bekämpfen.
- 9K331M „Tor-M1“ und „Tor-M1T“ ebenfalls mit der 9M331.

3K95 „Kinschal“ (russ. Кинжал – Dolch) ist die Marineversion der Tor, NATO-Name 'SA-N-9'. Sie wird auf dem Flugzeugträger Admiral Kusnezow, Zerstörern der Udaloy-Klasse und Fregatten der Neustraschimy-Klasse eingesetzt. Dieses System kann vier Ziele gleichzeitig ansteuern, wobei das Radar eine Reichweite von 45 Kilometern hat. 24 bis 64 Raketen sind in Achtergruppen aufgestellt und werden durch eine 30-mm-Kanone zur Bekämpfung von Seezielflugkörpern ergänzt. Schiffe der atomgetriebenen Kirow-Klasse sind mit Installationen von 128 Raketen ausgestattet. Die Marineversion der Tor-M1 ist auch als „Josch“ (russ. Ёж – auf Deutsch Igel) bekannt, die Exportversion als „Klinok“ (russisch Клинок – Klinge).
In China wird die HQ-17 (Hongqi-17) als Kopie der 9K331M eingesetzt, sie ersetzt dort die alte Luftabwehrrakete HQ-61.

### Tor-M2
Seit dem Ende der 1990er-Jahre wird an einer Weiterentwicklung gearbeitet: Tor-M2 (9K332 oder Tor-MTA, Tor-MTB, Tor-MTS) erhält nun auch als Suchradar eine Phased-array-Ausführung, die schneller und genauer arbeitet. Durch einen breiten möglichen Frequenzbereich kann das Radar auf Störangriffe reagieren und wiederum selbst passiv Störquellen verfolgen. Die Erfassungsreichweite beträgt nun bis zu 40 km, auch das Feuerleitradar erreicht nun 25 bis 30 km. Weiterhin werden auch Hard- und Software der Feuerleitsysteme leistungsfähiger. Zeitgleich können vier Ziele mit vier Lenkwaffen bekämpft werden. Im Fahrzeug sind 16 Transport-/Startcontainer für den neuen und kompakteren Lenkwaffentyp 9М334 (9M338KE) installiert.
Das System Tor-M2E ist auf einem Kettenfahrzeug verbaut, das System Tor-M2K auf einem geländegängigen 6×6-Radfahrzeug. Das System Tor-M2KM ist ein Containersystem, das sich auf Lastwagen, Gebäuden und Schiffen stationieren lässt. Der Tor-M2E(K)-Simulator 9F678M wird auf einen geländegängigen LKW verbaut. Alle werden von Kupol, einer Tochterfirma von Almas-Antei, produziert.
Speziell für arktische Regionen wurde die „Tor-M2DT“-Version, auf Basis des Mehrzweckfahrzeugs DT-30, entwickelt. Seit 2018 befindet sich das Tor-Flugabwehrsystem in der Version Tor-M2DT im Dienst der russischen Nordflotte.
Tor-M2 hat in der Horizontalen eine maximale Bekämpfungsreichweite von 16 km. Die Einsatzhöhe beträgt maximal 12000 m. Tor-M2 kann zeitgleich 48 Ziele verfolgen und dabei vier Ziele bis zu einer Geschwindigkeit von 700 m/s bekämpfen.

## Einsatz
Das SA-15-System wurde 1990 erstmals eingesetzt und seitdem ständig weiter entwickelt. Tor ersetzt das 9K33-Osa-Fla-Raketen-System (NATO-Name SA-8 Gecko), das ab 1960 entwickelt und 1971 erstmals eingesetzt wurde, sowie das Tunguska-M-1-System (SA-19 Grison), das ab 1970 entwickelt und ab 1986 eingesetzt wurde.

## Kriegseinsätze

### Bergkarabachkonflikt 2020
Während des Krieges um Bergkarabach 2020 wurden zwei Tor-M2KM-Systeme von Loitering Weapons zusammen mit mindestens 16 älteren Osa-Systemen zerstört.

### Russisch-Ukrainischer Krieg
Bei dem russischen Überfall auf die Ukraine 2022 verfügen beide Konfliktparteien über Tor-Systeme. Gemäß OSINT-Analysen des Militär-Blogs Oryx wurden bis Sommer 2024 mindestens 60 Tor-Systeme der Streitkräfte Russlands zerstört oder gingen aus technischen Gründen verloren. Über den Einsatzstatus der ukrainischen Tor-Einheiten ist wenig bekannt. Möglicherweise sind die aus der Sowjetzeit stammenden Tor-Systeme infolge ihres Alters nicht mehr einsatzbereit.

## Unfälle
Am 8. Januar 2020 wurde ein Passagierflugzeug vom Typ Boeing 737-800, unterwegs von Teheran (Iran) nach Kiew (Ukraine) von einem 9K331M-1 Tor-M1 der Iranischen Luftwaffe abgeschossen. Gemäß dem iranischen Brigadegeneral Amir Hajizadeh wurde das Passagierflugzeug für einen Marschflugkörper gehalten. Unter den 167 Passagieren und 9 Besatzungsmitgliedern gab es keine Überlebenden.

## Nutzerstaaten
Aktuelle Nutzer
- Ägypten – Im Januar 2020 befinden sich 10 9K331M Tor-M1 und 10 9K332 Tor-M2E im Dienst.[14]:347
- Armenien – Im Dezember 2019 erhielt Armenien 2 Tor-M2KM, welche auf KamAZ-63501 installiert sind.[15]
- Volksrepublik China – Im Januar 2018 befinden sich 24 9K331M-1 im Dienst. Lokale Bezeichnung HQ-17.[16]:251
- Griechenland – Im Januar 2018 befinden sich 25 9K331M-1 im Dienst.[16]:112 ff
- Iran – Im Januar 2018 befinden sich 29 9K331M-1 im Dienst,[16]:336 die im Dezember 2005 für ca. 700 Mio. US-$ bestellt und ab Januar 2007 ausgeliefert wurden, nachdem der Kauf von S-300PMU-1/-2-Langstrecken-Systemen infolge von Protesten der Vereinigten Staaten vorerst nicht zustande kam.[1]

- Russland – Per 26. November 2018 befinden sich mindestens 292 9K330, 9K331 und 9K332 im Dienst des Heeres.[17][18][19][20][21][22][23]
- Ukraine – Im Januar 2021 befinden sich 6 9K330 im Dienst.[24][25]
- Belarus – Im Januar 2018 befinden sich 17 9K332E im Dienst.[16]:186
- Zypern – Im Januar 2018 6 9K332 im Dienst.[16]:92

Ehemalige Nutzer
- Aserbaidschan – Bis zum Januar 2018 wurden 9K330[26] außer Dienst gestellt.[16]:183 Damit wurde die geplante Lieferung von 8 9K332E in den Jahren 2013 und 2014 nicht ausgeführt.[27]

- Venezuela – Bis zum Januar 2018 wurden 12 9K331M-1 außer Dienst gestellt.[16]:426